# Amphoe Phanom
Amphoe Phanom (Thai: อำเภอ พนม) ist ein Landkreis (Amphoe – Verwaltungs-Distrikt) im Südwesten der Provinz Surat Thani. Die Provinz Surat Thani liegt in der Südregion von Thailand.

## Geographie
Der Distrikt liegt in der Phuket-Bergkette, wobei etwa 60 % der Gegend aus Berg- und Waldgebieten bestehen. Der Nordwesten des Distrikts ist durch den Nationalpark Khao Sok geschützt, im Südwesten liegt der Nationalpark Khlong Phanom.
In Phanom liegt das östliche Ende des Bergpasses, der Takua Pa mit Surat Thani verbindet. Der historische Pass im Tal des Sok-Flusses wird heute von der Schnellstraße 401 (Highway 401) benutzt, welche die Provinz Phang Nga über Surat Thani mit Nakhon Si Thammarat verbindet.
Die benachbarten Amphoe und Gebiete sind (von Norden im Uhrzeigersinn): die Amphoe Ban Ta Khun, Khiri Rat Nikhom, Khian Sa und Phrasaeng in der Provinz Surat Thani, Amphoe Plai Phraya der Provinz Krabi sowie die Amphoe Thap Put, Amphoe Mueang Phang Nga, Kapong, Takua Pa und Khura Buri der Provinz Phang Nga.

## Geschichte
Der Distrikt wurde 1890 als Khlong Cha Un (คลองชะอุ่น) eingerichtet.
Der Vorsitzende der Verwaltung war zu jener Zeit Khun Phanom Thana Rak. Im Jahre 1910 wurde der Distrikt zu einem Unterbezirk (King Amphoe) verkleinert und in  Phak Phanom (ปากพนม) umbenannt, weil ein neues Verwaltungsgebäude in Phak Phanom gebaut worden war. Später wurde der Name zu Phanom vereinfacht. Er bekam am 14. November 1971 seinen vollen Amphoe-Status.

## Verwaltung

### Provinzverwaltung

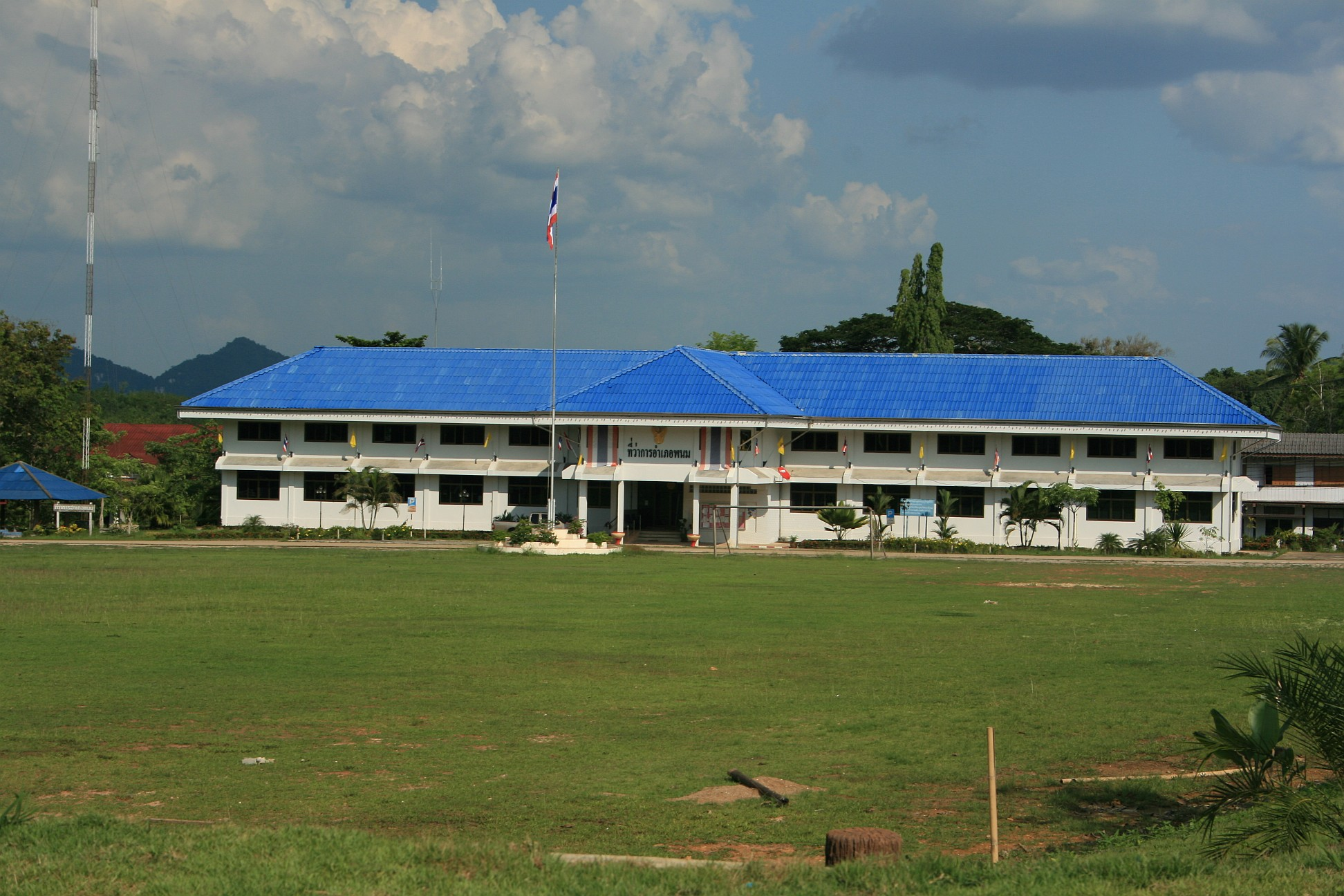
Distriktverwaltung von Phanom

Amphoe Phanom ist in sechs Unterbezirke (Tambon) eingeteilt, diese wiederum besitzen zusammen 56 Gemeinden (Muban).
| \| Nr. \| Name \| Thai \| Muban \| Einw.[3] \| \| --- \| ------------- \| -------- \| ----- \| -------- \| \| 1. \| Phanom \| พนม \| 13 \| 6.597 \| \| 2. \| Ton Yuan \| ต้นยวน \| 12 \| 9.713 \| \| 3. \| Khlong Sok \| คลองศก \| 08 \| 6.593 \| \| 4. \| Phlu Thuean \| พลูเถื่อน \| 05 \| 2.605 \| \| 5. \| Phang Kan \| พังกาญจน์ \| 05 \| 2.682 \| \| 6. \| Khlong Cha-un \| คลองชะอุ่น \| 13 \| 9.270 \| |               |          |       |       |
| Nr. | Name          | Thai     | Muban | Einw. |
| 1. | Phanom        | พนม      | 13    | 6.597 |
| 2. | Ton Yuan      | ต้นยวน    | 12    | 9.713 |
| 3. | Khlong Sok    | คลองศก   | 08    | 6.593 |
| 4. | Phlu Thuean   | พลูเถื่อน   | 05    | 2.605 |
| 5. | Phang Kan     | พังกาญจน์  | 05    | 2.682 |
| 6. | Khlong Cha-un | คลองชะอุ่น | 13    | 9.270 |

### Lokalverwaltung
Es gibt zwei Kleinstädte (Thesaban Tambon) im Landkreis:
- Phanom (เทศบาลตำบลพนม) besteht aus Teilen der  Tambon Phang Kan und Phanom,
- Khlong Cha-un (เทศบาลตำบลคลองชะอุ่น) besteht aus dem gesamten  Tambon Khlong Cha-un.

Daneben gibt es vier „Tambon-Verwaltungsorganisationen“ (องค์การบริหารส่วนตำบล – Tambon Administrative Organizations, TAO) für die Tambon oder die Teile von Tambon im Landkreis, die zu keiner Stadt gehören.